# Außerordentliche Wahl zum Senat der Vereinigten Staaten in Nebraska 2024
Die außerordentliche Wahl des Senatssitzes der Klasse II im US-Bundesstaat Nebraska fand am 5. November 2024 statt.

## Hintergrund
Nebraskas Senatssitz der Klasse II wurde bei der Wahl des US-Senats 2020 von Ben Sasse gewonnen und ihm bis zum Jahr 2026 übertragen. Da Sasse am 8. Januar 2023 von seinem Amt zurücktrat, um Präsident der University of Florida zu werden, war eine Neubesetzung notwendig.
Der republikanische Gouverneur Nebraskas, Jim Pillen, ernannte bis zur außerordentlichen Wahl eines Nachfolgers den Republikaner Pete Ricketts zum Nachfolger im US-Senat. Ricketts trat am 23. Januar 2023 sein Amt an.

## Ergebnis
Bei der Sonderwahl („special election“) am 5. November 2024 entfielen 62,8 % auf den Republikaner Pete Ricketts, 37,2 % auf den Demokraten Preston Love Jr.